# Ḱoselari
Ḱoselari (en macédonien Ќоселари) est un village du centre de la Macédoine du Nord, situé dans la municipalité de Lozovo. Le village comptait 88 habitants en 2002. Il est majoritairement valaque.

## Démographie
Lors du recensement de 2002, le village comptait :
- Valaques : 46
- Macédoniens : 42